# Guadua trinii
Guadua trinii, llamada comúnmente yatevó o tacuara brava, es una especie de plantas de la subfamilia de las gramíneas Bambusoideae, que tiene su hábitat en las orillas de los ríos de las selvas subtropicales de la Provincia fitogeográfica Paranaense.

## Distribución
Es propia de las selvas del sudeste del Brasil, el noreste de la Argentina y el oeste del Uruguay. Posiblemente también en el este del Paraguay.
- En el Brasil se distribuye en los estados de Paraná, Santa Catarina, y Río Grande del Sur.
- En el Uruguay habita en los departamentos de Rivera, Salto, Tacuarembó y Rio Negro, donde justamente se encuentra el Balneario Las Cañas. Emblemático en la costa del Río Uruguay por su entorno natural y belleza.
- En la Argentina habita en los lugares bajos de las selvas de la Provincia fitogeográfica Paranaense. Desciende hacia el sur en las selvas marginales del río Uruguay. Cuenta con poblaciones en las provincias de la mesopotamia argentina, Misiones, este de Corrientes, este de Entre Ríos hasta las selvas marginales del tramo inferior del Delta del Paraná y del Río de la Plata hasta la localidad de Punta Lara, en el nordeste de la provincia de Buenos Aires.[2]

## Descripción
Planta rizomatosa, perenne, erecta en la base. Cañas de 4 a 6 m de altura.
Florece una sola vez en su vida. 
Prefiere suelos areno-limosos, arcillosos, profundos; con una temperatura media anual de entre 16 y 28 Cº, una precipitación superior a 1000 mm y una humedad relativa de al menos 80 %.